# Danatinia
Danatinia es un género extinto de pez actinopterigio que vivió durante la época del Thanetiense. Pertenece al orden de los Lampriformes. Su pariente cercano era el Turkmene. 
Esta especie fue nombrada por primera vez en 1968 por Daniltshenko.